# Reginald Richter
Reginald Richter (* 16. Juli 1931 in Wien) ist ein deutscher Glasgestalter.

## Leben
Die Familie Richters wurde 1945 in der Folge des Zweiten Weltkrieges aus Nordböhmen vertrieben und kam in die Sowjetische Besatzungszone. Richter absolvierte ab 1946 eine Lehre als Glasgraveur und arbeitete von 1949 bis 1951 als Glasgraveur- und Glasschleifer. Von 1951 bis 1954 studierte er Glaskunst an der Fachschule für angewandte Kunst (FAK) in Magdeburg. Danach arbeitete er in Magdeburg als freischaffender Glasgestalter. 1954 war er eines der Gründungsmitglieder des „Kollektivs Hamann, Richter, Wilhelm, Glasgestaltung Magdeburg“. Diese Vereinigung wurde 1956 in „Werkgenossenschaft des Kunsthandwerks Glasgestaltung, Magdeburg“ umbenannt. 1966 wurde er Mitglied des Verbandes Bildender Künstler (VBK) dem er bis 1990 angehörte. 1972 gründete er das „Kollegium Bildender Künstler Glasgestaltung Magdeburg“. Das Kollegium erhielt insbesondere Aufträge von staatlichen und kirchlichen Institutionen aus der ganzen DDR, darunter für repräsentative Projekte, und gab der Anwendung von Glas in der baubezogenen Kunst der DDR wichtige Impulse. Im Jahr 2000 erfolgte die Auflösung der „Glasgestaltung Magdeburg“.
Richter war bis 1990 Mitglied des Verbands Bildender Künstler der DDR, von 1972 bis 1978 und 1982 bis 1989 Vorsitzender des Bezirksverbands Magdeburg und anschließend bis 1990 Sprecher des Regionalverbandes. Seit 1990 ist er Mitglied des „Deutschen Werkbundes“. 
Richter beschäftigte sich vor allem mit baugebundener Glaskunst und prägte damit viele öffentliche Bauten, hauptsächlich in der DDR. Besonders bediente er sich dabei der Glasapplikationstechnik in Kombination mit Schliff- und Sandstrahltechnik. Später kamen Kunstwerke in Glas- und Betontechnik und schließlich in Schichtglastechnik hinzu. Für Magdeburg schuf er die Glasgestaltung „Lied der Arbeit“. Im Jahre 1995 wurde sie abgerissen. Richters wohl populärstes Werk ist die 1975/76 geschaffene „Gläserne Blume“ im Palast der Republik, die er gemeinsam mit Richard O. Wilhelm entwarf. Das Objekt vereint auf einem geschweißten Edelstahlschaft eine Glaskugel aus Schichtglas und Flügel aus 12 mm Floatglas, die beidseitig mit Glasapplikationen belegt sind. Das Objekt wurde 1998 im Zuge des Abrisses des „Palast der Republik“ demontiert und ist seitdem im Haus der Geschichte in Berlin eingelagert. Nach Intention der Künstler stellt es allerdings einen Gläsernen Baum dar. Die Umdeutung in eine Blume geht auf eine Äußerung Erich Honeckers zurück, die dann allgemein übernommen wurde.
Richter hatte in der DDR und im Ausland eine bedeutende Zahl von Einzelausstellungen und Ausstellungsbeteiligungen, u. a. von 1977 bis 1988 an der VIII. bis X. Kunstausstellung der DDR in Dresden.

## Ehrungen
- 1970: Kunstpreis der DDR
- 1974: Hauptpreis der I. Quadriennale des Kunsthandwerks sozialistischer Länder in Erfurt

- 1974: Held der Arbeit
- 1982: 1. Preis der III. Quadriennale des Kunsthandwerks sozialistischer Länder
- 1985: Kunstpreis des Rates des Bezirks Magdeburg

## Öffentliche Sammlungen mit Werken Richters (unvollständig)
- Lauscha: Museum für Glaskunst
- Leipzig: GRASSI-Museum für angewandte Kunst

## Werke

### Glasarbeiten (Auswahl)

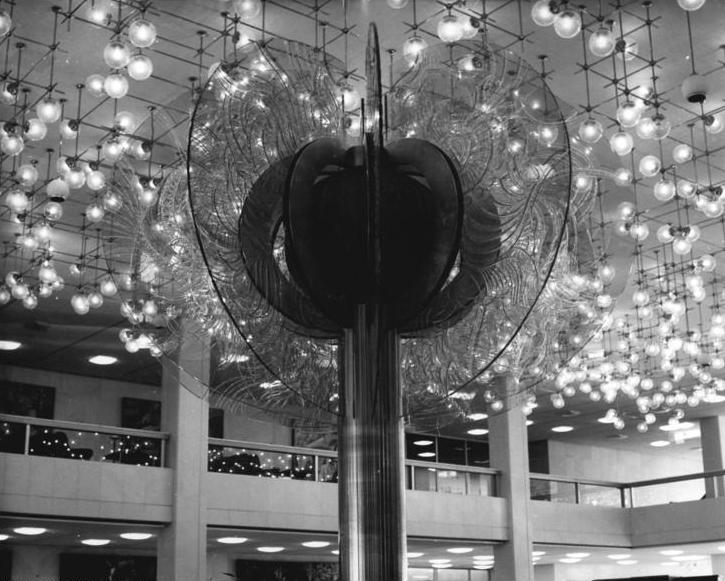
„Gläserne Blume“ im Palast der Republik

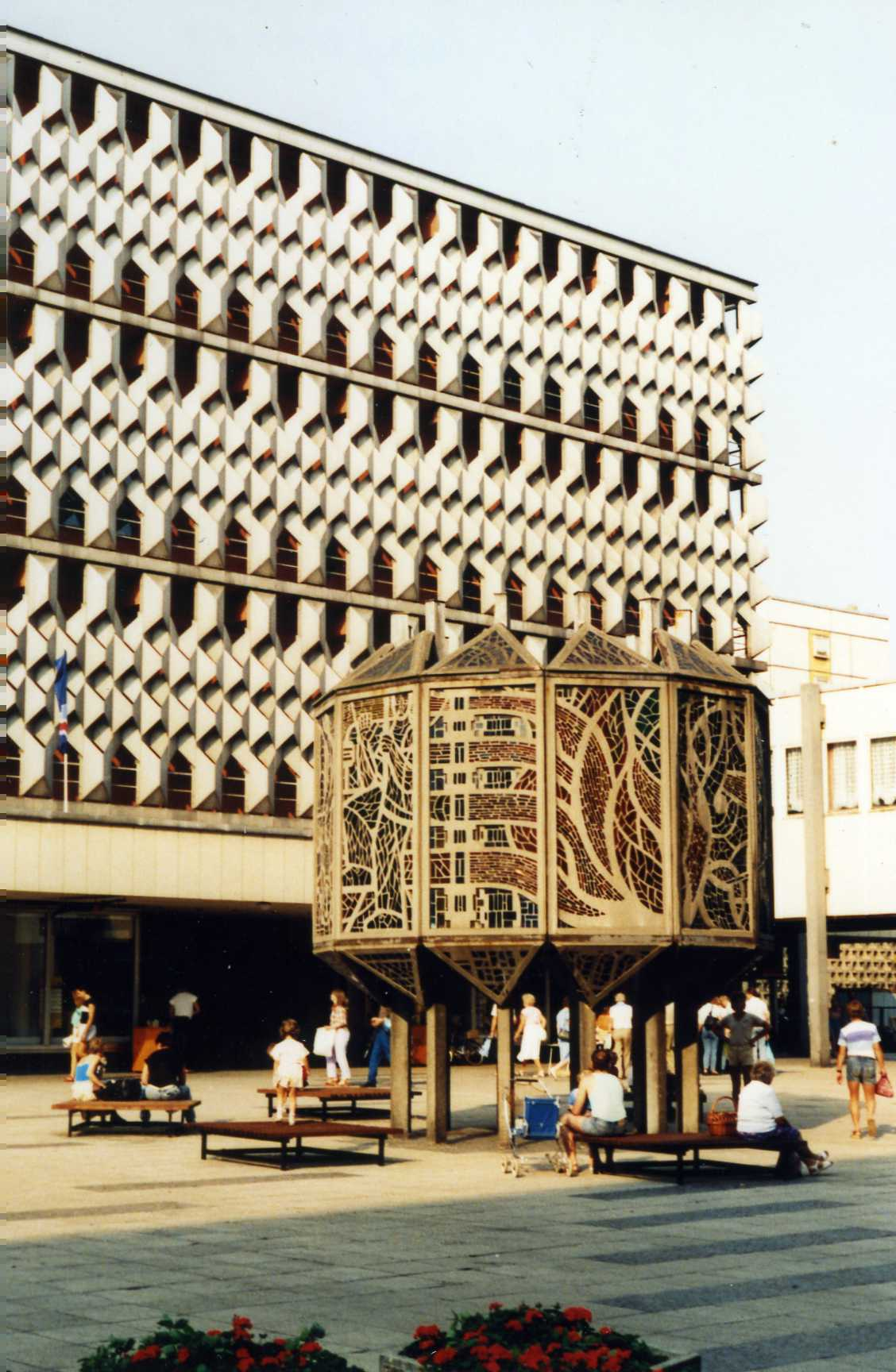
„Lied der Arbeit“ in Magdeburg

- „Ganescha“, Dickhäuterhaus Zoo Magdeburg, (1966)
- „Glasbrunnen“, DDR Botschaft Budapest (1966)
- Glaswand, Ministerium für Auswärtige Angelegenheiten, Berlin
- „Raumteiler“, Gästehaus des ZK der SED, (1968) einige letzte Elemente stehen noch bei MDF.1 Fernsehen in Magdeburg
- „Lied der Arbeit“, Magdeburg (1972/73), 1995 abgerissen
- „Merkur“, Leipzig (1979/80)
- „Wellenspiel der Delphine“, in Zinnowitz (1982)
- „Genesung“, vor der Charité in Berlin (1984)
- „Glasschaubrunnen“, Berufsgenossenschaft Erfurt (1992/94)
- „Glastrennwand“, gemeinsam mit Helga Borisch, Telekom Magdeburg (1996)
- „Glaskomposition“, Otto-von-Guericke-Universität Magdeburg, (1998)

### Essayistische Publikation Richters
- Glasgestaltung Magdeburg. Versuch einer Bilanz. Stadtplanungsamt Magdeburg, 2002

## Ausstellungen seit der deutschen Wiedervereinigung
- 2023: Magdeburg, Forum Gestaltung (Werke von Künstlern und Gestaltern der ehemaligen Fachschule für angewandte Kunst Magdeburg)